# Polyclita turbinata
Polyclita turbinata là một loài thực vật có hoa trong họ Thạch nam. Loài này được (Kuntze) A.C. Sm. miêu tả khoa học đầu tiên năm 1935.